# Vovray-en-Bornes
Vovray-en-Bornes – miejscowość i gmina we Francji, w regionie Owernia-Rodan-Alpy, w departamencie Górna Sabaudia.
Według danych na rok 1990 gminę zamieszkiwało 221 osób, a gęstość zaludnienia wynosiła 34 osób/km² (wśród 2880 gmin regionu Rodan-Alpy Vovray-en-Bornes plasuje się na 1406. miejscu pod względem liczby ludności, natomiast pod względem powierzchni na miejscu 1398.).